# Archives juives irakiennes
Pour les articles homonymes, voir Archives juives.
Les archives juives irakiennes sont une collection de 2 700 livres et plusieurs dizaines de milliers de documents historiques concernant la communauté juive irakienne. Ces archives sont découvertes dans les sous-sols du quartier général des services de renseignements de Saddam Hussein lors de la guerre d'Irak en 2003.
Elles sont d'une grande diversité, on y trouve de nombreux livres et documents rares, des commentaires du Talmud vieux de 500 ans, des livres de prières jusqu'à des lettres de particuliers datant des années 1950.
Les services de renseignements irakiens ont réuni ces livres et documents des synagogues et des institutions juives après l'exode des juifs du pays (notamment lors de leur installation en Israël lors de l'opération Ezra et Néhémie). Au départ d'Irak, les juifs sont forcés par les autorités irakiennes à abandonner l'intégralité de leurs biens, ces archives proviennent de ces biens laissés à cette période.
Les archives sont trouvées par l'armée américaine dans une cave inondée. Elles sont sauvées avec l'accord du gouvernement irakien en utilisant des camions frigorifiques. Les Américains s'engagent alors à rendre une partie de ces archives après une période destinée à assurer la préservation et la protection de ces documents.
Les archives arrivent ensuite à Washington et sont prises en charge par l'agence gouvernementale du National Archives and Records Administration.
Les archives sont destinées à être digitalisées et mises à la disposition de tous sur internet pour un coût estimé à 3 millions de dollars. Plusieurs associations juives américaines s'opposent à la restitution de ces archives au gouvernement irakien au motif qu'il s'agit de biens qui furent volés aux juifs irakiens.
En février 2014, le Sénat américain adopte une résolution appelant le président Barack Obama à rouvrir les négociations concernant le retour de ces archives à l'Irak.
En mai 2014, les gouvernements irakien et américain concluent un accord sur la durée du délai et la majorité de ces archives vont rester aux États-Unis encore plusieurs années.